# Champeix
Champeix (prononcé : /ʃɑ̃.pɛ/ ; en occitan : Champeilhs) est une commune française, située dans le département du Puy-de-Dôme, en région Auvergne-Rhône-Alpes.
Ses habitants sont appelés les Champillauds.

## Géographie

### Localisation

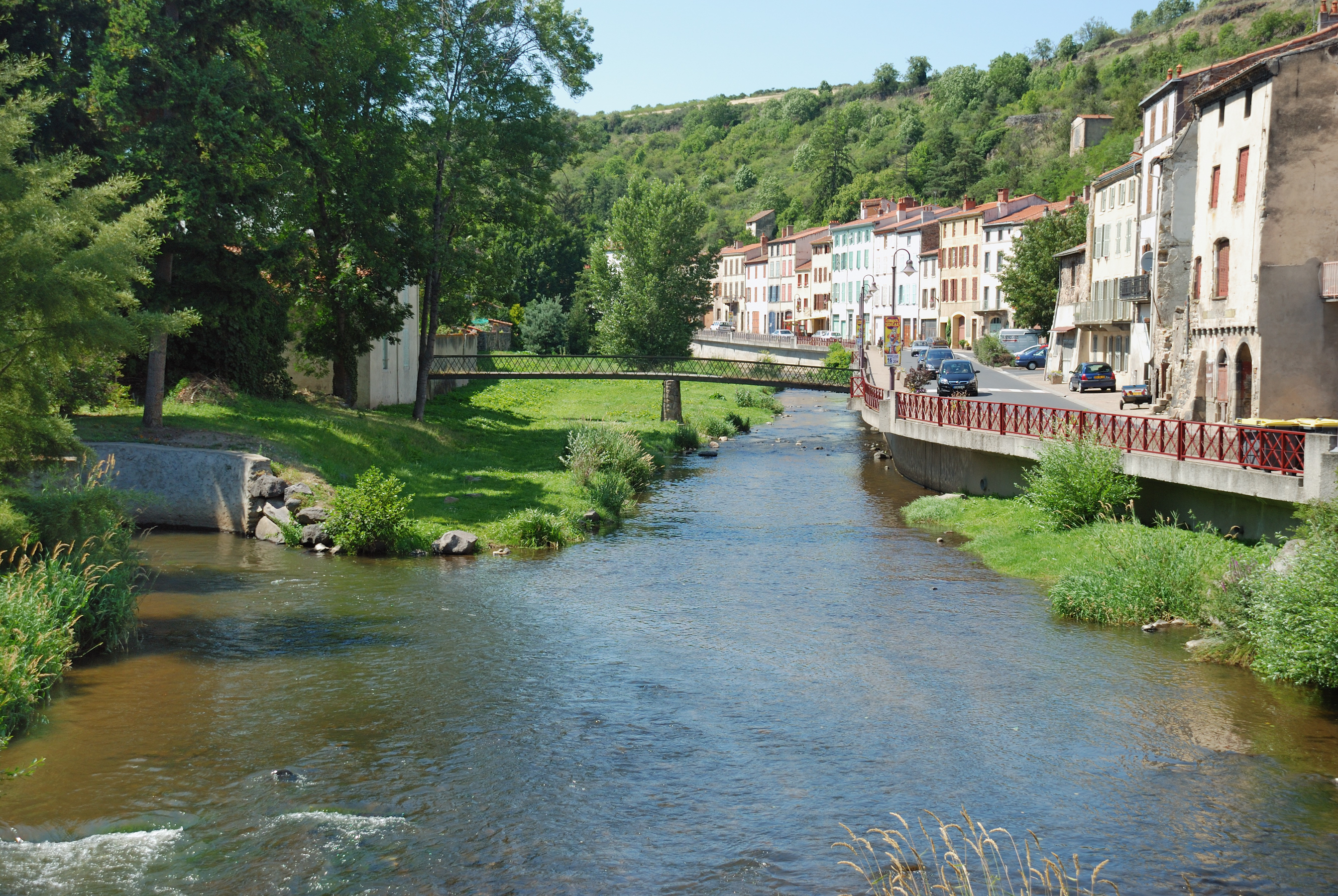
La Couze Chambon à Champeix.

Située dans l'aire d'attraction de Clermont-Ferrand, à 21,4 km au sud du chef-lieu de département Clermont-Ferrand, la commune de Champeix est arrosée par la Couze Chambon, un affluent de l'Allier.
Sept communes sont limitrophes de Champeix.
| Ludesse            |               | Plauzat  |
| Montaigut-le-Blanc | Champeix      | Neschers |
| Clémensat          | Saint-Vincent | Chidrac  |

### Géologie et relief
Lieu de convergence des routes d'Issoire et de Clermont-Ferrand vers les Monts Dore, Champeix est une petite ville traditionnellement commerçante, au charme méridional, étagée sur les pentes de la vallée de la Couze Chambon et encadrée de terrasses, appelées pailhats qui furent entièrement plantées de vignes.

### Climat
Pour des articles plus généraux, voir Climat d'Auvergne-Rhône-Alpes et Climat du Puy-de-Dôme.
En 2010, le climat de la commune est de type climat des marges montargnardes, selon une étude du Centre national de la recherche scientifique s'appuyant sur une série de données couvrant la période 1971-2000. En 2020, Météo-France publie une typologie des climats de la France métropolitaine dans laquelle la commune est exposée à un climat de montagne ou de marges de montagne et est dans la région climatique  Nord-est du Massif Central, caractérisée par une pluviométrie annuelle de 800 à 1 200 mm, bien répartie dans l’année. 
Pour la période 1971-2000, la température annuelle moyenne est de 10,3 °C, avec une amplitude thermique annuelle de 16 °C. Le cumul annuel moyen de précipitations est de 657 mm, avec 8,3 jours de précipitations en janvier et 6,8 jours en juillet. Pour la période 1991-2020, la température moyenne annuelle observée sur la station météorologique de Météo-France la plus proche, « Plauzat_sapc », sur la commune de Plauzat à 4 km à vol d'oiseau, est de 11,3 °C et le cumul annuel moyen de précipitations est de 606,8 mm,. Pour l'avenir, les paramètres climatiques de la commune estimés pour 2050 selon différents scénarios d'émission de gaz à effet de serre sont consultables sur un site dédié publié par Météo-France en novembre 2022.

## Urbanisme

### Typologie
Au 1er janvier 2024, Champeix est catégorisée bourg rural, selon la nouvelle grille communale de densité à sept niveaux définie par l'Insee en 2022.
Elle appartient à l'unité urbaine de Champeix, une agglomération intra-départementale regroupant deux  communes, dont elle est ville-centre,,. Par ailleurs la commune fait partie de l'aire d'attraction de Clermont-Ferrand, dont elle est une commune de la couronne,. Cette aire, qui regroupe 209 communes, est catégorisée dans les aires de 200 000 à moins de 700 000 habitants,.

### Occupation des sols
L'occupation des sols de la commune, telle qu'elle ressort de la base de données européenne d’occupation biophysique des sols Corine Land Cover (CLC), est marquée par l'importance des territoires agricoles (66,9 % en 2018), une proportion identique à celle de 1990 (66,9 %). La répartition détaillée en 2018 est la suivante : terres arables (30,6 %), forêts (23,9 %), prairies (21,5 %), zones agricoles hétérogènes (14,8 %), zones urbanisées (5 %), milieux à végétation arbustive et/ou herbacée (4,3 %). L'évolution de l’occupation des sols de la commune et de ses infrastructures peut être observée sur les différentes représentations cartographiques du territoire : la carte de Cassini (XVIIIe siècle), la carte d'état-major (1820-1866) et les cartes ou photos aériennes de l'IGN pour la période actuelle (1950 à aujourd'hui).

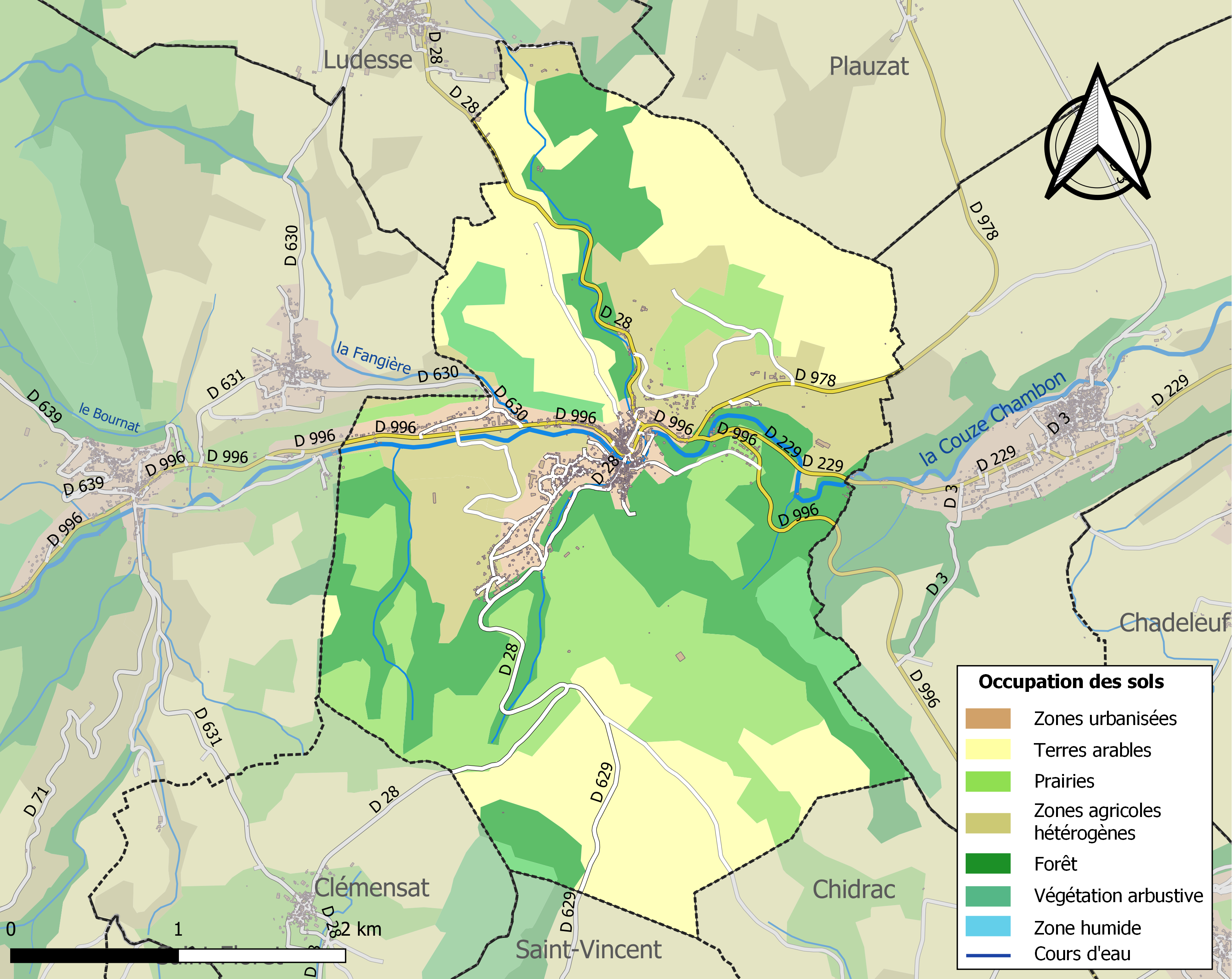
Carte des infrastructures et de l'occupation des sols de la commune en 2018 (CLC).

### Voies de communication et transports

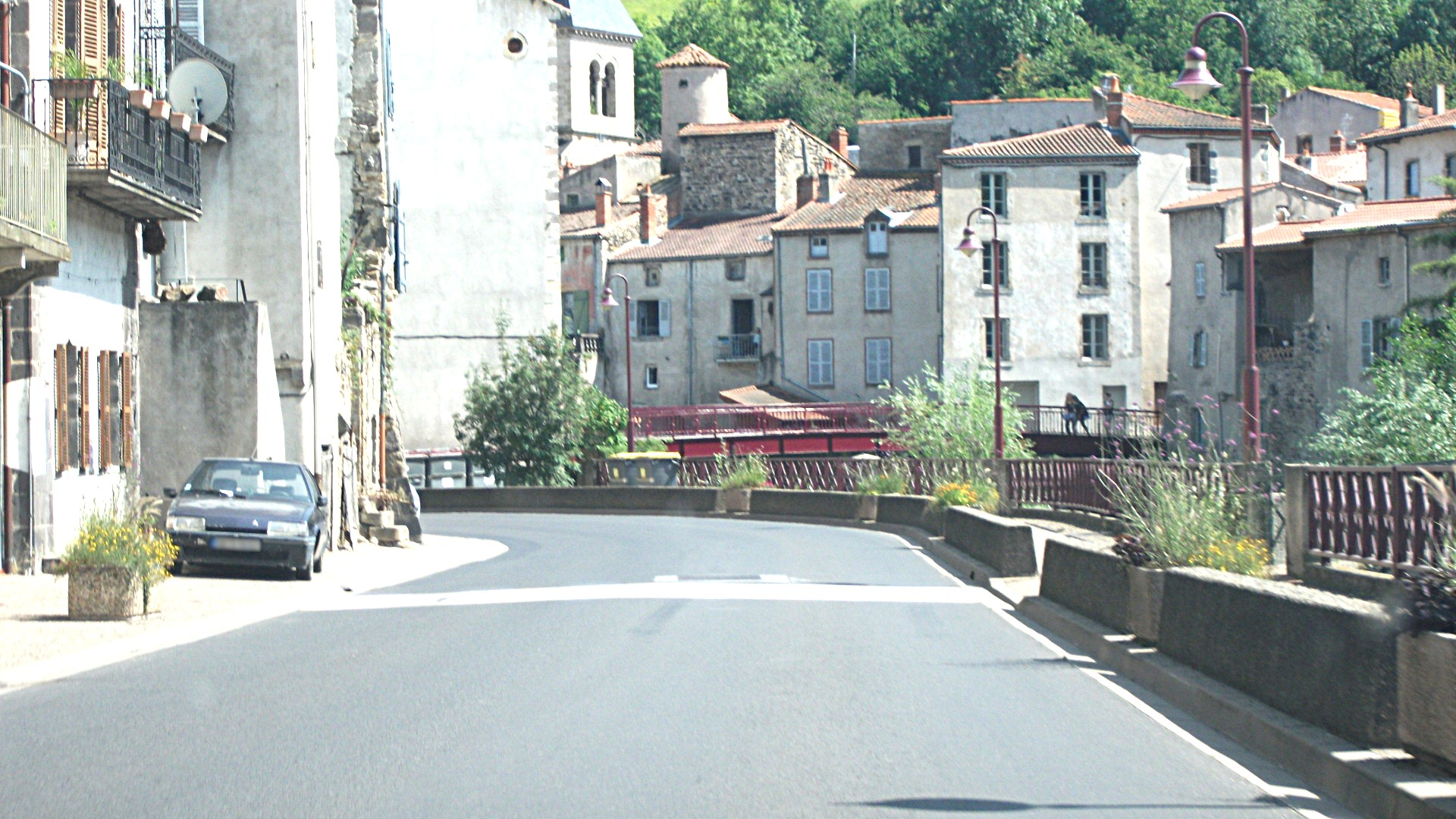
La route départementale 996 traverse Champeix.

Champeix est traversée par les routes départementales 996 (ancienne route nationale 496), reliant les Monts Dore à Issoire, et 978 (ancienne route nationale 678) menant à Plauzat et au sud de l'agglomération clermontoise, ainsi que la RD 229 vers Coudes et Vic-le-Comte.
La RD 28 relie du nord au sud Saint-Amant-Tallende et Ludesse au nord, à Clémensat et à Saint-Floret au sud. La RD 629 continue vers Saint-Vincent, au sud, et la RD 630 en direction de Saint-Julien, hameau de Montaigut-le-Blanc, à l'ouest.
En outre, le village bénéficie d'un accès autoroutier par l'A75 depuis Clermont-Ferrand (sortie 6) ou Issoire.

## Histoire
Le château du Marchidial porte son nom de l'ancien occitan Marchidial, désignant la place du Marché, marché souvent sous la protection d'un seigneur percevant droit sur ce dernier. Champeix, au XIIe siècle, fut la seconde résidence des dauphins d'Auvergne et participa à la croisade contre Jérusalem. Les soldats qui sont revenus de cette campagne ont ramené avec eux un trésor auquel conduirait l'un des passages secrets (pas encore découvert) du château ou du village[réf. nécessaire].
En l'an 1633, Richelieu ordonne la destruction du château pour que les nobles ne rejettent plus l'autorité royale (Louis XIII à l'époque). Aujourd'hui, il ne reste que l'église du château, une partie de la tour principale, les jardins et la base du donjon. Dans cette base se trouve l'ancien garde-manger pour tenir lors d'un siège. Le garde-manger se situe sur deux étages, le premier se situant sous la terre pour récupérer les eaux de pluie afin que la salle reste constamment fraîche. Au Moyen Âge, les villageois et les soldats partaient dans la montagne pour aller chercher de la glace et la ramener au château pour la conserver l'été, la glace servant aussi à conserver les aliments. Au XVIIIe siècle une porte fut rajoutée pour pouvoir entrer dans le garde-manger (l'ancien passage se situe sur le toit)[réf. nécessaire].
Au début du XIXe siècle, Champeix compte presque 2 000 habitants. Le village vit surtout grâce à ses vignobles. Mais les vignes sont atteintes d'une maladie, par la suite elles mourront toutes. Après ça, Champeix va perdre des habitants petit à petit jusque dans les années 1950, puis remonter à 1 416 habitants en 2022.

## Politique et administration

### Découpage territorial
Sur le plan administratif, Champeix relevait du district d'Issoire puis de l'arrondissement d'Issoire depuis 1801. Elle fut chef-lieu de canton de 1793 à mars 2015 ; à la suite du redécoupage des cantons du département, la commune est rattachée au canton du Sancy, dont son bureau centralisateur est situé à La Bourboule.

### Tendances politiques et résultats
Le maire sortant, Roger Jean Méallet, remporte l'élection municipale de 2014 au premier tour avec 64,74 % des suffrages exprimés (516 voix sur 797 exprimés) Il était opposé à deux autres candidats de la même nuance (divers gauche). Le taux de participation s'élève à 81,07 % (soit 822 votants sur 1 014 inscrits). Il est réélu en 2020.

### Administration municipale
Le conseil municipal est composé de quinze membres, dont cinq adjoints.

### Liste des maires
| Période                                  | Période                   | Identité             | Étiquette | Qualité                                                                                      |
| ---------------------------------------- | ------------------------- | -------------------- | --------- | -------------------------------------------------------------------------------------------- |
| Les données manquantes sont à compléter. |                           |                      |           |                                                                                              |
| 1800                                     | 1818                      | Jean Penissat        |           |                                                                                              |
| 1818                                     | 1831                      | Bertrand Blaise      |           |                                                                                              |
| 1831                                     | 1833                      | Antoine Christophe   |           |                                                                                              |
| 1833                                     | 1847                      | Claude-Jean Bertrand |           |                                                                                              |
| 1847                                     | 1848                      | André Barrière       |           |                                                                                              |
| 1848                                     | 1871                      | Léger Jargois        |           |                                                                                              |
| 1871                                     | 1872                      | Antoine Malsang      |           | docteur en médecine                                                                          |
| 1872                                     | 1873                      | Léger Jargois        |           |                                                                                              |
| 1873                                     | 1879                      | Antoine Malsang      |           | docteur en médecine                                                                          |
| 1879                                     | 1888                      | Amant-Gilbert Dourif |           |                                                                                              |
| 1888                                     | 1900                      | Antoine Mortdefroict |           |                                                                                              |
| 1907                                     |                           | Paul Malsang         |           | Sénateur du Puy-de-Dôme (1933-1937)                                                          |
| mars 2001                                | En cours (au 9 août 2020) | Roger Jean Méallet   | PRG       | Président de la communauté de communes des Puys et Couzes jusqu'en 2016, conseiller régional |

### Instances judiciaires et officiers publics
La commune relève de la cour d'appel de Riom et des tribunaux judiciaire et de commerce de Clermont-Ferrand.
Par ailleurs, la commune disposait d’un office notarial jusqu’au milieu des années 1970, transformé par la suite en bureau annexe d’une étude d’Issoire.

### Jumelages
Au 9 février 2016, il n'existe aucun projet de coopération avec Champeix.

## Population et société

### Démographie
L'évolution du nombre d'habitants est connue à travers les recensements de la population effectués dans la commune depuis 1793. Pour les communes de moins de 10 000 habitants, une enquête de recensement portant sur toute la population est réalisée tous les cinq ans, les populations de référence des années intermédiaires étant quant à elles estimées par interpolation ou extrapolation. Pour la commune, le premier recensement exhaustif entrant dans le cadre du nouveau dispositif a été réalisé en 2004.

En 2022, la commune comptait 1 416 habitants, en évolution de +5,91 % par rapport à 2016 (Puy-de-Dôme : +2,1 %, France hors Mayotte : +2,11 %).
| 1793  | 1800  | 1806  | 1821  | 1831  | 1836  | 1841  | 1846  | 1851  |
| ----- | ----- | ----- | ----- | ----- | ----- | ----- | ----- | ----- |
| 1 851 | 1 924 | 1 926 | 1 735 | 1 458 | 1 890 | 1 864 | 1 882 | 1 844 |

| 1856  | 1861  | 1866  | 1872  | 1876  | 1881  | 1886  | 1891  | 1896  |
| ----- | ----- | ----- | ----- | ----- | ----- | ----- | ----- | ----- |
| 1 830 | 1 801 | 1 757 | 1 715 | 1 701 | 1 582 | 1 677 | 1 727 | 1 682 |

| 1901  | 1906  | 1911  | 1921  | 1926 | 1931 | 1936 | 1946 | 1954 |
| ----- | ----- | ----- | ----- | ---- | ---- | ---- | ---- | ---- |
| 1 621 | 1 314 | 1 246 | 1 035 | 961  | 852  | 873  | 855  | 859  |

| 1962  | 1968  | 1975  | 1982  | 1990  | 1999  | 2004  | 2006  | 2009  |
| ----- | ----- | ----- | ----- | ----- | ----- | ----- | ----- | ----- |
| 1 075 | 1 104 | 1 097 | 1 164 | 1 087 | 1 135 | 1 231 | 1 256 | 1 340 |

| 2014  | 2019  | 2022  | - | - | - | - | - | - |
| ----- | ----- | ----- | - | - | - | - | - | - |
| 1 314 | 1 405 | 1 416 | - | - | - | - | - | - |

À la grande différence de Plauzat, le village voisin, Champeix n'a pas vu sa population grandement augmenter au cours de ses cinquante dernières années. En effet, tandis que Plauzat jouit d'une place de choix au cœur de la plaine fertile de la Limagne, Champeix se situe dans une étroite vallée, où coule la Couze Chambon, et se trouve entourée de collines. La construction de nouveaux pavillons est dès lors plus complexe. Le village est situé plus loin (10 km) de l'autoroute gratuite A75, véritable tremplin dynamique jusqu'à Clermont-Ferrand.

### Enseignement
Champeix dépend de l'académie de Clermont-Ferrand. Elle gère une école maternelle et une école élémentaire publiques.
Les élèves poursuivent leur scolarité au collège Antoine-Grimoald-Monnet, puis au lycée Murat d'Issoire, pour les filières générales ou la filière technologique STMG, ou aux lycées Lafayette ou Roger-Claustres de Clermont-Ferrand pour la filière STI2D.

### Manifestations culturelles et festivités
Champeix est un village très animé, du printemps jusqu'en automne. Parmi les diverses animations figurent la Fête de la musique, la Fête auvergnate, la Fête du collège et de l'école primaire, le Marché aux Plantes, la brocante annuelle et le loto de l'école primaire et du collège. Champeix est aussi un lieu de randonnées, comme la Pierre Fichade, vers la route de Ludesse. En été, l'église du château est ouverte à la visite. Tous les mercredis des mois de juillet et d'août se déroule un marché nocturne.

## Culture locale et patrimoine

### Lieux et monuments

#### Patrimoine religieux
L'église Sainte-Croix, romane du XIIe siècle, modifiée au XVe – XVIe siècle. Église paroissiale d'un ancien couvent des Camaldules, elle est inscrite en 1926 au titre des monuments historiques.
L'église Saint-Jean, ancienne chapelle castrale du Marchidial, date du XIIe siècle. Inscrite partiellement au titre des monuments historiques dès 1980, elle l'est intégralement depuis 2006. Elle possède des peintures murales des XIIIe et XVIIe siècles, restaurées en 1993.
La chapelle d'Anciat XIIe siècle, route de Plauzat.

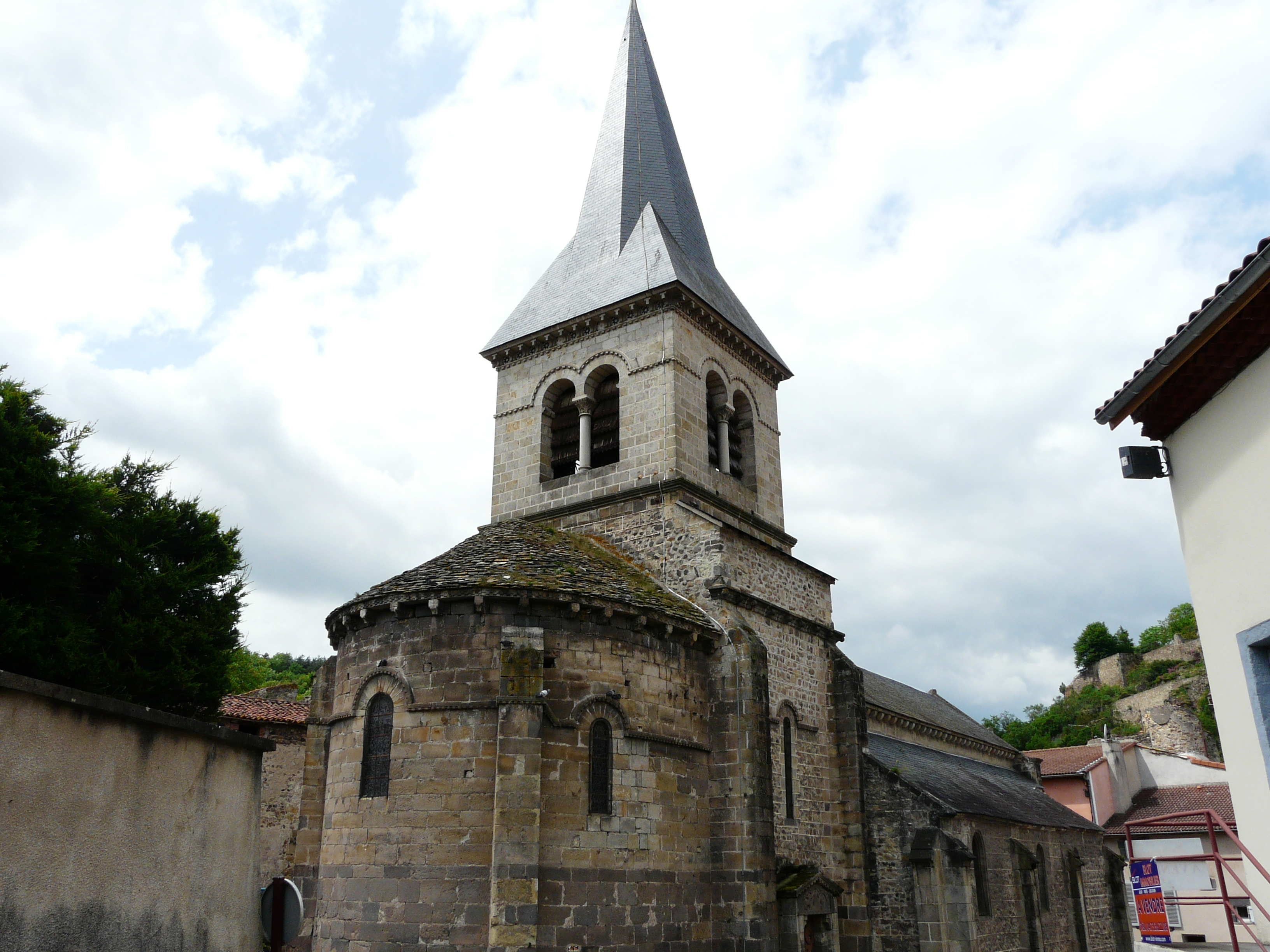
L'église Sainte-Croix.
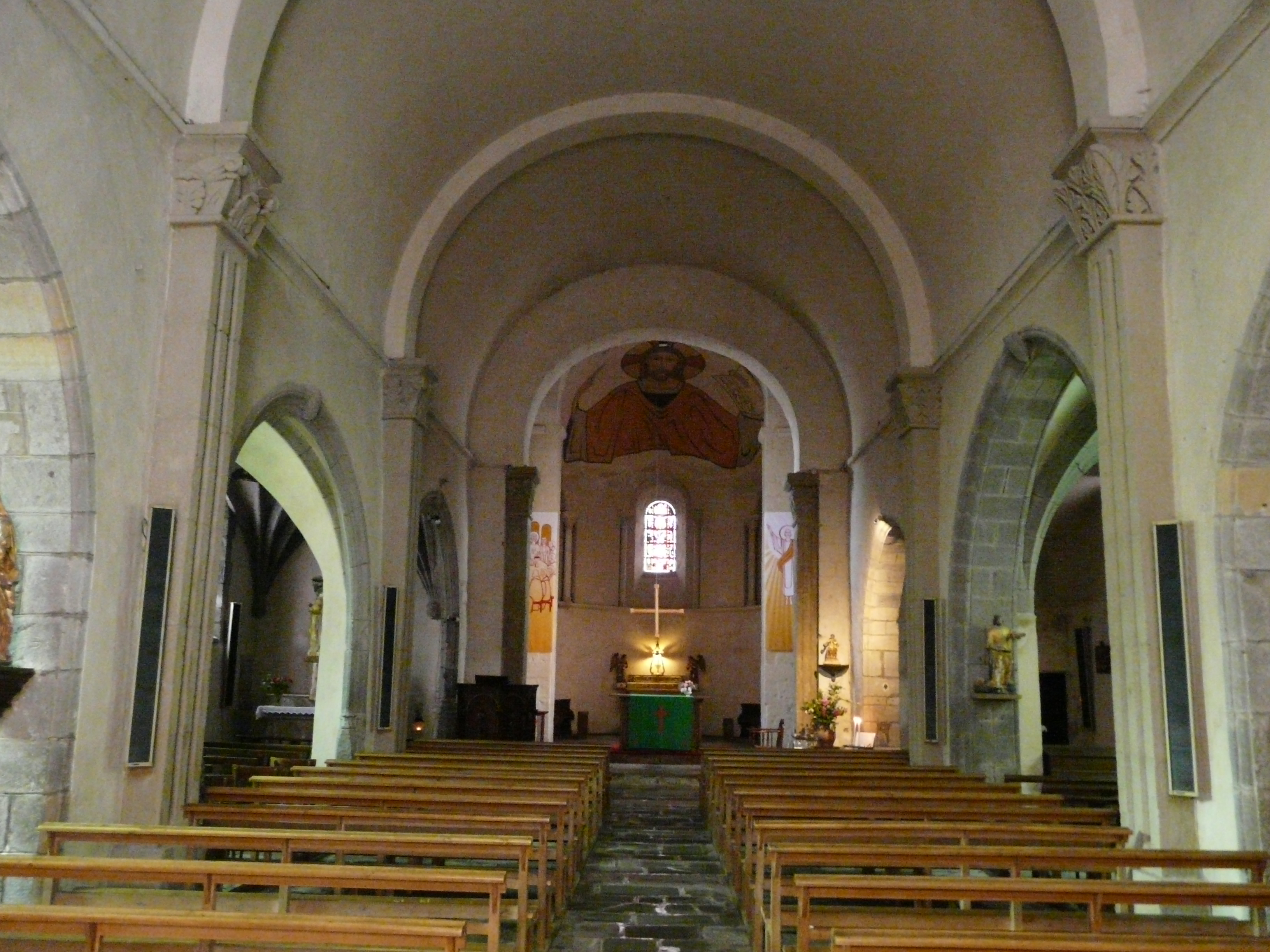
Sa nef.
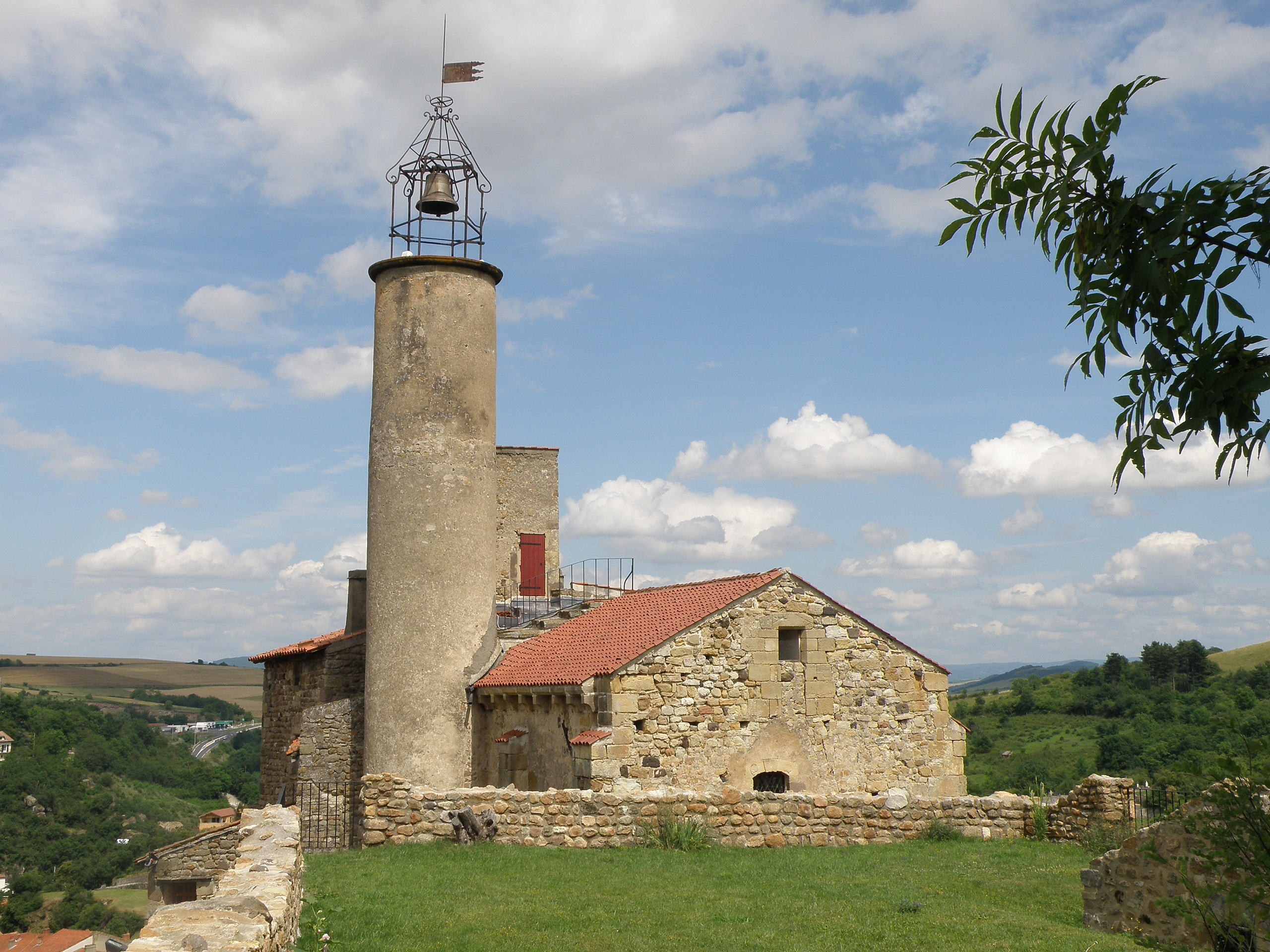
L'église Saint-Jean du Marchidial.

#### Patrimoine civil
Le château du Marchidial, seconde résidence au XIIe siècle des dauphins d'Auvergne, dont le donjon a été détruit en 1633 sur ordre de Richelieu, comme beaucoup d'autres places fortes de la région. Restauré par les bénévoles de l'association de sauvegarde du site, il retrouve une nouvelle vie grâce aux jardins du Marchidial.
À l'écart du village, le menhir dit Pierre Fichade (en patois : « pierre plantée »), du Néolithique, est classé en 1889 au titre des monuments historiques.

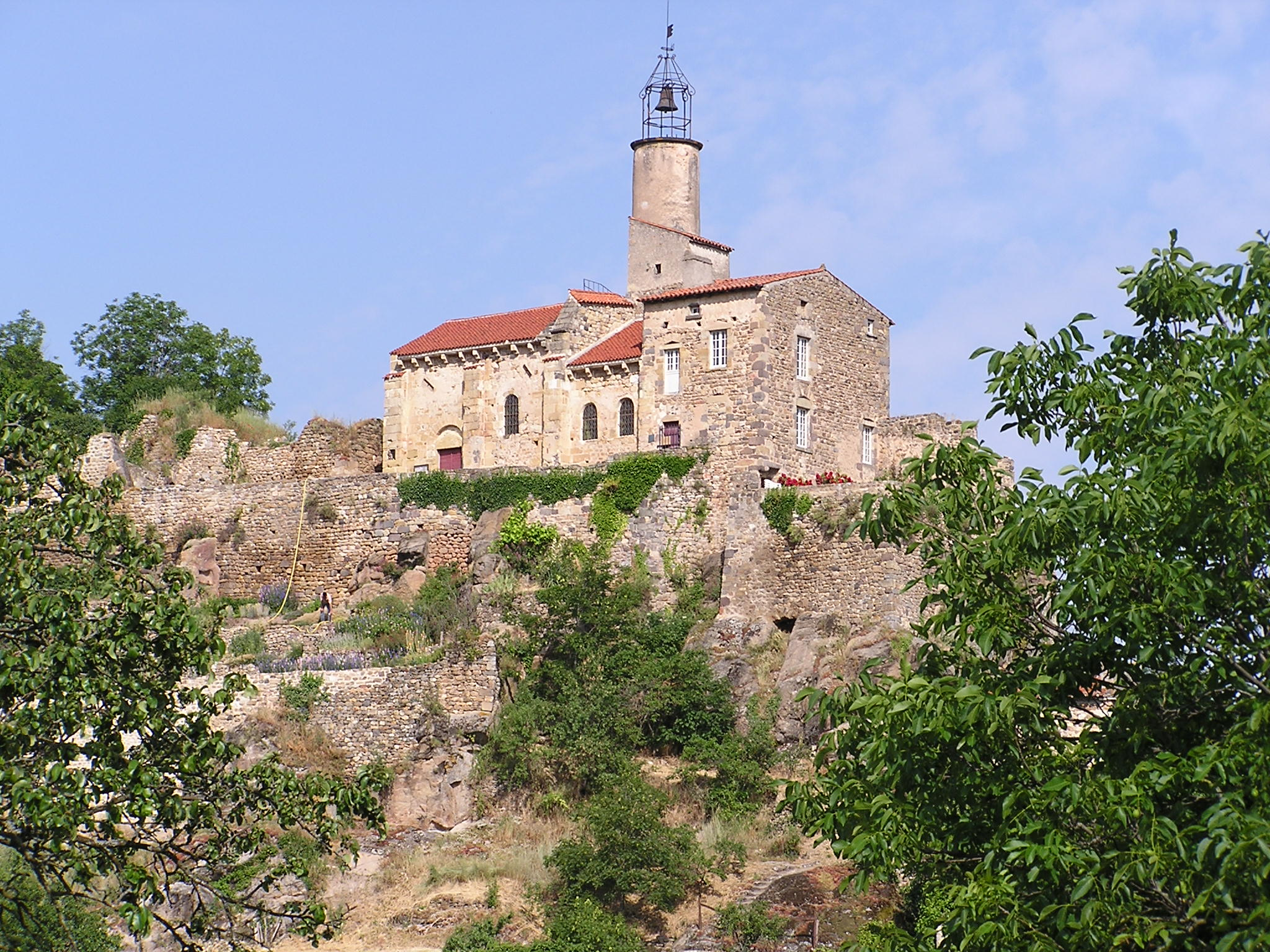
L'église Saint-Jean et les fortifications du château.
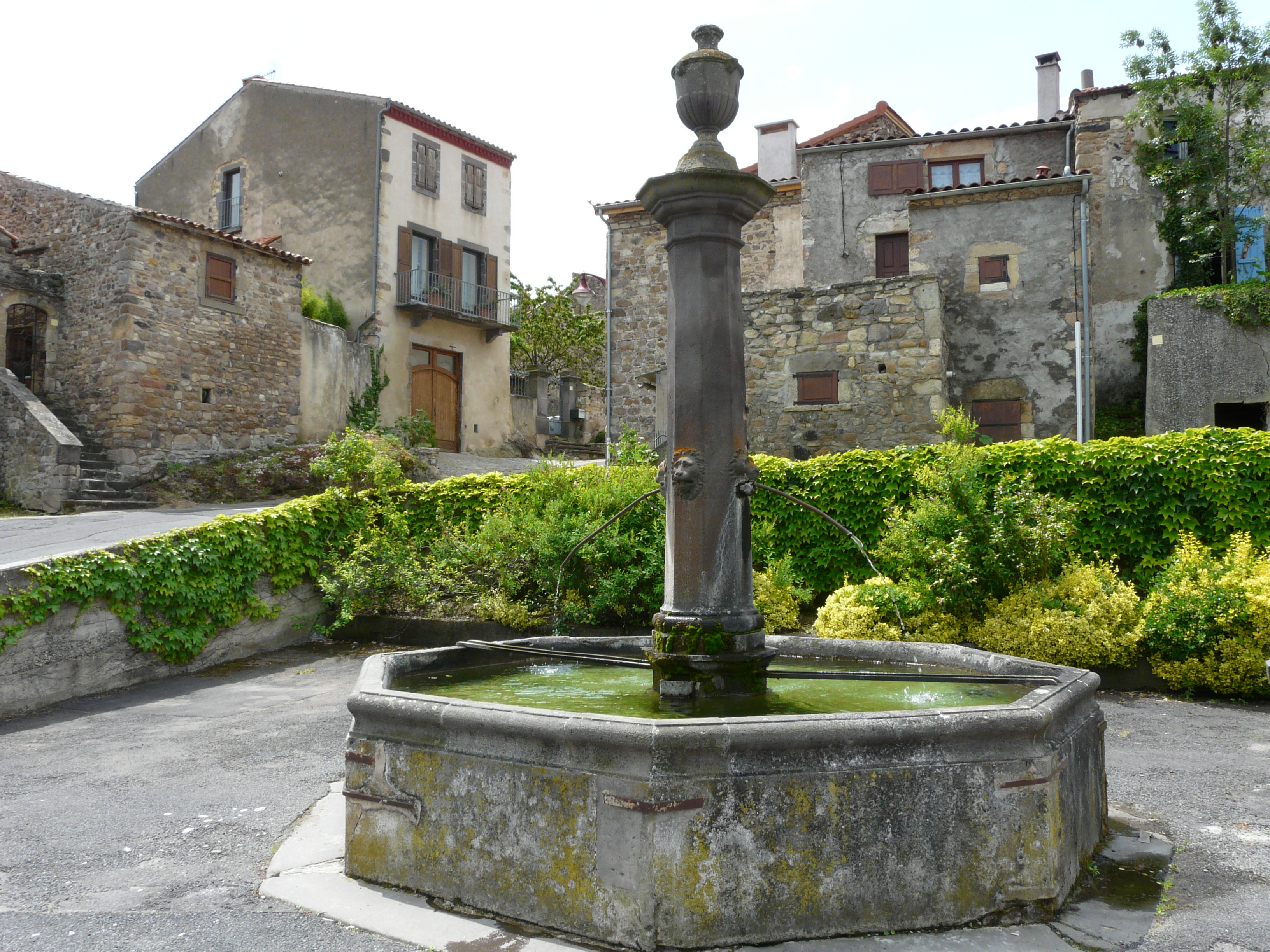
La fontaine du Marchidial.
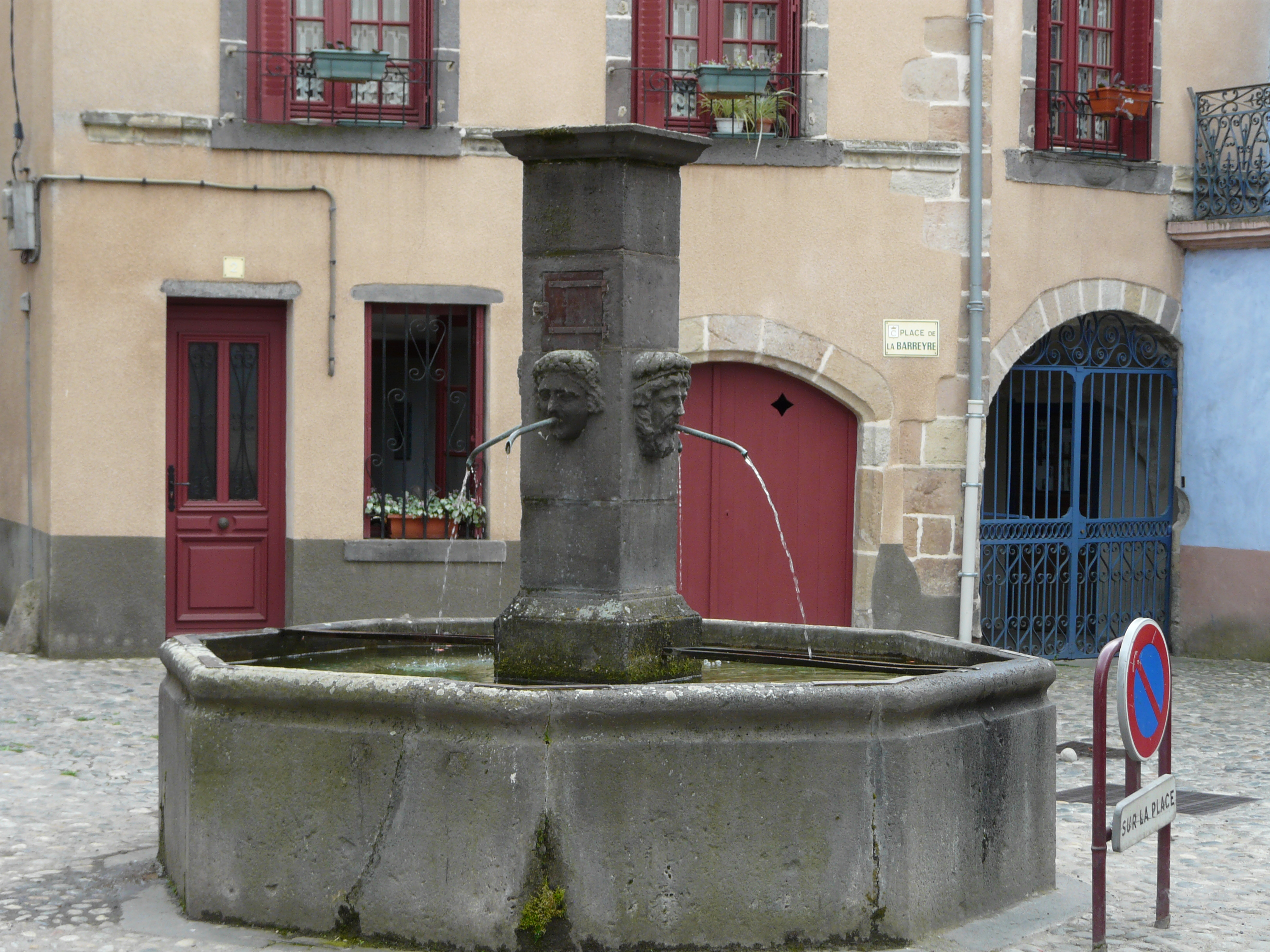
Fontaine, place de la Barreyre.
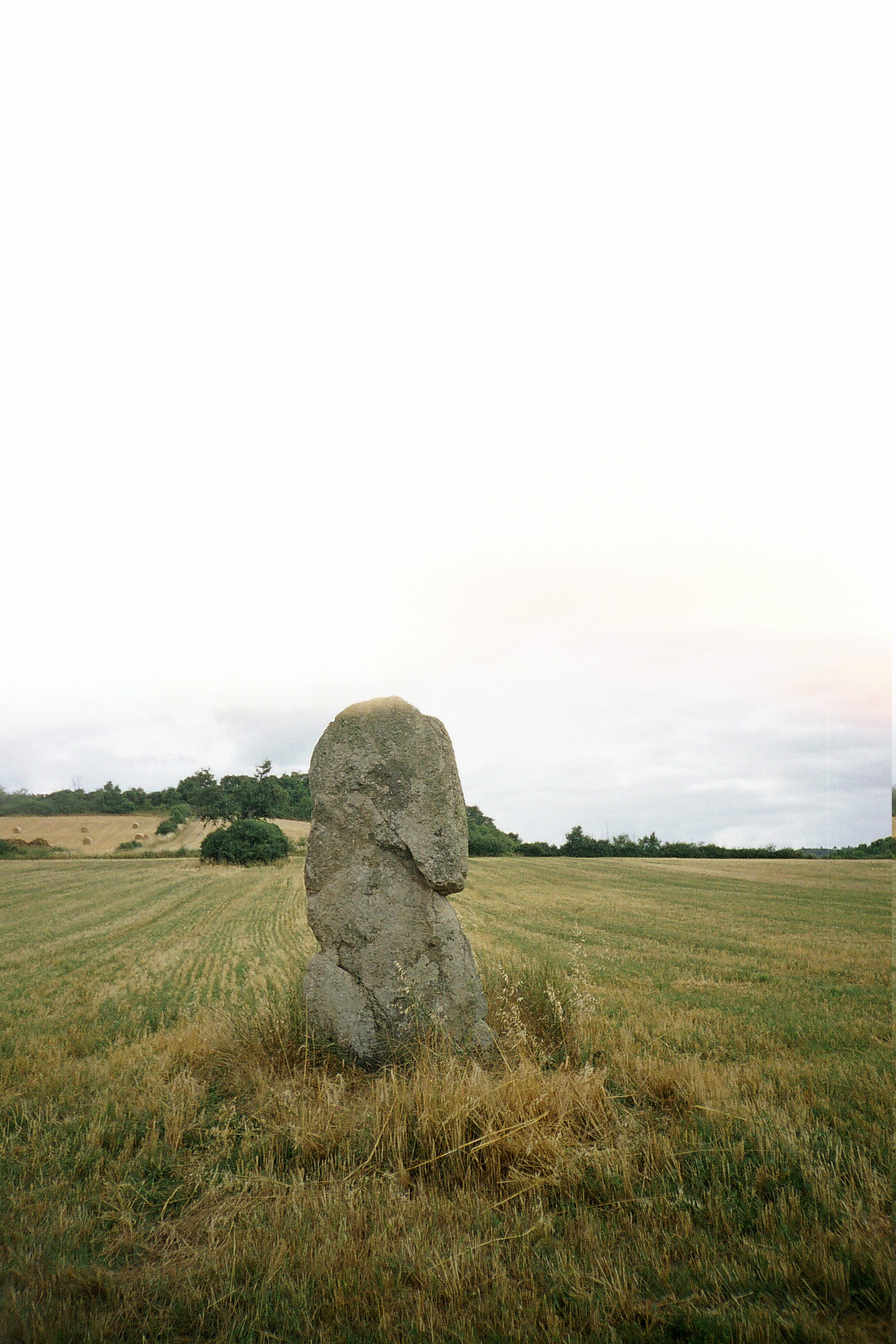
La Pierre Fichade.

### Personnalités liées à la commune
- Jean-Christophe De Clercq (1966-), plasticien, vit et travaille à Champeix.
- Maurice Lacroix (1893-1989), helléniste, professeur honoraire en khâgne au lycée Henri-IV à Paris,  résistant et homme politique, mort à Champeix.
- Paul Malsang (1875-1937), élu à la mairie en 1907, sénateur du Puy-de-Dôme de 1933 à 1937, né et décédé à Champeix[21].
- Charles Mannay (1745-1824), évêque de Rennes, né à Champeix.
- Jean-Baptiste de Mascon (1737-1811), homme politique, député de la noblesse aux États généraux de 1789.
- Antoine Grimoald Monnet (1734-1817), inspecteur des mines, né à Champeix, auteur du Traité de l'exploitation des mines, qui a donné son nom au collège.
- Gabriel Roux (1853-1914), Médecin, directeur du bureau d'hygiène de la ville de Lyon (1891-1909), né à Issoire et décédé à Champeix. Il  découvre le pouvoir antibiotique d'un champignon microscopique, le pénicillium, 31 ans avant Fleming. Il est l'arrière-grand-père de Brice Hortefeux[36],[37].

### Héraldique
| Blason de Champeix | Blason  | De gueules à la lettre C d'argent, couronnée d'or et enfermant une tour d'argent. |
| Blason de Champeix | Détails | Le statut officiel du blason reste à déterminer.                                  |